# Tomasz Błeszyński
Tomasz Jan Błeszyński herbu Oksza (ur. 1710 – zm. 20 kwietnia 1806) – podkomorzy sieradzki w latach 1762–1793, chorąży mniejszy sieradzki w latach 1760–1762, stolnik sieradzki w latach 1750–1760, cześnik sieradzki w latach 1746–1750, marszałek sieradzki w konfederacji radomskiej.

## Życiorys
Poseł województwa sieradzkiego na sejm 1756 roku. W załączniku do depeszy z 2 października 1767 roku do prezydenta Kolegium Spraw Zagranicznych Imperium Rosyjskiego Nikity Panina, poseł rosyjski Nikołaj Repnin określił go jako posła wrogiego realizacji rosyjskich planów na sejmie 1767 roku, poseł województwa sieradzkiego na sejm 1767 roku. Dziedzic dóbr Żelisław w powiecie sieradzkim, które kupił w 1749, wraz z wsiami Wójcice, Janowice, Sarny i Zaborów.